# Cashmeran

Structure du Cashmeran

Cashmeran est le nom commercial déposé par International Flavors and Fragrances pour l’ingrédient de parfumerie dont le numéro CAS est 33704-61-9 et le nom chimique est 6,7-dihydro-1,1,2,3,3-pentaméthyl-4(5H)-indanone. L’abréviation de ce nom chimique est DPMI, qui est également utilisée pour le Cashmeran dans diverses publications.

## Propriétés physico-chimiques
Le Cashmeran  est une cétone alicyclique dont la formule moléculaire est C14H220 et le poids moléculaire est de 206. À température ambiante, c’est un solide blanc dont le point de fusion est de 27 °C. Son point d’ébullition a été déterminé à 256 °C, des tests de décomposition de cette matière ont permis de l’observer à 220 °C.

## Historique
Le Cashmeran a été découvert par International Flavors and Fragrances dans les années 1970, par le Dr John Hall. Son invention est issue de la recherche sur des transformations chimiques peu coûteuses à partir d’ingrédients de structure pentaméthylindane et tétraméthylnaphthalène. Par la suite, le Cashmeran, une cétone insaturée, a été identifié comme un ingrédient important de la parfumerie.

## Odeur
Même si le Cashmeran a été décrit comme un musc polycyclique, il n’est principalement ni considéré comme un ingrédient à odeur de musc, ni comme un ingrédient faisant partie du groupe des muscs polycycliques tel que défini par l’International Fragrance Association (IFRA).
La définition de l’IFRA pour les muscs polycycliques est la suivante :
- sont utilisés principalement ou uniquement pour leur odeur de musc ;
- ont une des formules moléculaires suivantes : C17H24O ou C18H26O avec un noyau central aromatique benzénique.

Même si le Cashmeran a des notes boisé-musquées, son odeur est complexe de par ses facettes riches, épicées, fruitées, chyprées, balsamiques et vanillées, toutes conférant la sensation sensuelle et douce du cachemire (d’où le nom commercial Cashmeran). En raison de ces particularités, le Cashmeran est utilisé pour son odeur caractéristique, qui diffère assez nettement des ingrédients musqués habituels. Cette constatation est renforcée par le niveau typique de son utilisation d’environ 2 %, différent par exemple du musc polycyclique HHCB (Galaxolide) qui est utilisé dans la parfumerie à des concentrations variant de 30-50 %.
De plus, ne possédant pas de noyau aromatique benzénique comme tous les muscs polycycliques, le Cashmeran ne doit pas être classé comme un musc polycyclique.

## Données environnementales
Le Cashmeran a un facteur de bioconcentration (BCF) de 156 et un coefficient de partage octanol/eau (log Kow) de 4,2, ce qui fait que cette matière n’est pas considérée comme très persistante, très bioaccumulable (vPvB), ni comme une substance persistante, bioaccumulable et toxique (PBT).
La toxicité aquatique à court terme du Cashmeran est supérieure à 1 mg/kg pour toutes les espèces (daphnies, algues, poissons). 
Le Cashmeran est classé dangereux pour l’environnement (R51/53 selon la directive européenne DSD ou H411 selon le règlement européen CLP).
Toutefois, la bioconcentration et la toxicité aquatique du Cashmeran ont un ordre de grandeur plus favorable que les substances considérées comme des muscs polycycliques, et par conséquent il ne répond pas aux critères, ni aux préoccupations environnementales des substances considérées comme appartenant à ce groupe.

## Études de contrôle sur l'environnement et sur l'homme
Plusieurs études de surveillance ont été conduites dans divers milieux environnementaux et sur l’homme,,,,,,,,. Dans la plupart des études, le DPMI n’était pas détecté. Plusieurs études ont reporté des traces du DPMI à des niveaux inférieurs à 1 ppm, voire le plus souvent inférieurs à 1 ppb.
En considérant les études sur le devenir de la substance dans l’environnement, la probabilité de trouver du DPMI dans le milieu environnemental est très faible, et même s’il est présent, il l’est à des niveaux extrêmement infimes (de l’ordre du ppm).

## Données sur l’homme
Le Cashmeran est considéré comme légèrement irritant pour la peau et les yeux (R36/38 selon la directive européenne DSD, H315-319 selon le règlement européen CLP) et comme un faible sensibilisant (R43/H317) avec un EC3 de 33 %. Le Cashmeran n’est pas considéré comme une substance toxique ni CMR,,,.